# جاده ئی۴۰۱ اروپا
جاده ئی۴۰۱ اروپا (به انگلیسی: European route E401) یکی از جاده‌های درجه ۲ قاره اروپا است.
این جاده که در کشور فرانسه قرار دارد از شهر سن بریوک شروع شده و در شهر کان به پایان می‌رسد.